# مقاطعة كيندونا
مقاطعة كيندونا هي بلدة، في أستراليا، تقع في جنوب أستراليا، بلغ عدد سكانها 1,850  نسمة وذلك حسب إحصائيات سنة 2016، رمزها البريدي هو 5690.

## المناخ
يظهر الجدول التالي التغييرات المناخية على مدار السنة لمقاطعة كيندونا:
| البيانات المناخية لـمقاطعة كيندونا | البيانات المناخية لـمقاطعة كيندونا | البيانات المناخية لـمقاطعة كيندونا | البيانات المناخية لـمقاطعة كيندونا | البيانات المناخية لـمقاطعة كيندونا | البيانات المناخية لـمقاطعة كيندونا | البيانات المناخية لـمقاطعة كيندونا | البيانات المناخية لـمقاطعة كيندونا | البيانات المناخية لـمقاطعة كيندونا | البيانات المناخية لـمقاطعة كيندونا | البيانات المناخية لـمقاطعة كيندونا | البيانات المناخية لـمقاطعة كيندونا | البيانات المناخية لـمقاطعة كيندونا | البيانات المناخية لـمقاطعة كيندونا |
| الشهر                              | يناير                              | فبراير                             | مارس                               | أبريل                              | مايو                               | يونيو                              | يوليو                              | أغسطس                              | سبتمبر                             | أكتوبر                             | نوفمبر                             | ديسمبر                             | المعدل السنوي                      |
| ---------------------------------- | ---------------------------------- | ---------------------------------- | ---------------------------------- | ---------------------------------- | ---------------------------------- | ---------------------------------- | ---------------------------------- | ---------------------------------- | ---------------------------------- | ---------------------------------- | ---------------------------------- | ---------------------------------- | ---------------------------------- |
| الدرجة القصوى °م (°ف)              | 48.6 (119.5)                       | 47.3 (117.1)                       | 45.8 (114.4)                       | 40.8 (105.4)                       | 34.0 (93.2)                        | 29.8 (85.6)                        | 32.6 (90.7)                        | 33.6 (92.5)                        | 39.7 (103.5)                       | 43.5 (110.3)                       | 45.9 (114.6)                       | 48.9 (120.0)                       | 48.9 (120.0)                       |
| متوسط درجة الحرارة الكبرى °م (°ف)  | 28.5 (83.3)                        | 28.2 (82.8)                        | 26.7 (80.1)                        | 24.2 (75.6)                        | 20.9 (69.6)                        | 18.2 (64.8)                        | 17.4 (63.3)                        | 18.7 (65.7)                        | 21.4 (70.5)                        | 23.8 (74.8)                        | 25.9 (78.6)                        | 27.2 (81.0)                        | 23.4 (74.1)                        |
| متوسط درجة الحرارة الصغرى °م (°ف)  | 15.1 (59.2)                        | 15.0 (59.0)                        | 13.1 (55.6)                        | 10.7 (51.3)                        | 8.5 (47.3)                         | 6.4 (43.5)                         | 5.7 (42.3)                         | 6.2 (43.2)                         | 7.8 (46.0)                         | 9.9 (49.8)                         | 12.2 (54.0)                        | 14.0 (57.2)                        | 10.4 (50.7)                        |
| أدنى درجة حرارة °م (°ف)            | 5.0 (41.0)                         | 4.9 (40.8)                         | 1.3 (34.3)                         | −0.3 (31.5)                        | −3.2 (26.2)                        | −4.7 (23.5)                        | −4.3 (24.3)                        | −3.3 (26.1)                        | −1.2 (29.8)                        | −0.4 (31.3)                        | 1.6 (34.9)                         | 3.4 (38.1)                         | −4.7 (23.5)                        |
| الهطول مم (إنش)                    | 11.6 (0.46)                        | 12.9 (0.51)                        | 16.4 (0.65)                        | 19.5 (0.77)                        | 32.3 (1.27)                        | 35.1 (1.38)                        | 39.9 (1.57)                        | 34.8 (1.37)                        | 27.9 (1.10)                        | 25.4 (1.00)                        | 19.9 (0.78)                        | 20.8 (0.82)                        | 296.8 (11.69)                      |
| متوسط الرطوبة النسبية (%)          | 45                                 | 46                                 | 47                                 | 47                                 | 50                                 | 53                                 | 54                                 | 50                                 | 47                                 | 44                                 | 43                                 | 45                                 | 48                                 |
| المصدر:                            |                                    |                                    |                                    |                                    |                                    |                                    |                                    |                                    |                                    |                                    |                                    |                                    |                                    |

## أعلام
- غوردون بروكس
- آرشي بارتون